# Kamiamakusa
Kamiamakusa (上天草市, Kamiamakusa-shi) est une ville située dans la préfecture de Kumamoto, au Japon.

## Géographie

### Localisation
Kamiamakusa est située dans le nord-est des îles Amakusa, à l'ouest de l'île de Kyūshū. 

### Démographie
En juillet 2021, la population de Kamiamakusa s'élevait à 25 853 habitants, répartis sur une superficie de 126,94 km2.

## Histoire
La ville de Kamiamakusa a été créée en 2004 de la fusion des anciens bourgs de Himedo, Matsushima, Ōyano et Ryūgatake.